# 亞納奧卡區

亞納奧卡區（西班牙語：Distrito de Yanaoca），是秘魯的一個區，位於該國南部庫斯科大區的卡納斯省，始建於1834年8月29日，面積292.97平方公里，海拔高度3,913米，2005年人口10,533，人口密度每平方公里36人。